# Tashkent Open 2007
Il Tashkent Open 2007 è stato un torneo di tennis giocato sul cemento.
È stata la 9ª edizione del Tashkent Open, che fa parte della categoria Tier IV nell'ambito del WTA Tour 2007.
Si è giocato al Tashkent Tennis Center di Tashkent in Uzbekistan, dal 1º ottobre al 7 ottobre 2007.

## Campionesse

### Singolare
Pauline Parmentier ha battuto in finale  Viktoryja Azaranka con il punteggio di 7–5, 6–2

### Doppio
Kacjaryna Dzehalevič /  Nastas'sja Jakimava hanno battuto in finale  Tat'jana Puček /  Anastasija Rodionova con il punteggio di 2–6, 6–4, [10–7]